# Аре (село)
Аре — село в повіті Сааремаа, волость Сааремаа.
До адміністративної реформи у 2017 році село належало волості Пейде.